# طارق الجنابي
طارق الجنابي هو الأستاذ الدكتور طارق بن عبد عون بن صحن بن حمزة الجنابي، ولد بناحية سدة الهندية، إحدى نواحي محافظة بابل في جمهورية العراق، عام 1936م، لأب هو أحد القلائل الذين كانوا يقرؤون ويكتبون، ويعد رئيساً لعشيرته وقرابته، خرج من بيئة زراعية وعمل في المقاولات وفي الإشراف على صيد الأسماك.

## تعليمه ووظائفه
دخل المدرسة الابتدائية الوحيدة في هذه المدينة وهو في سن الخامسة، وتخرج فيها عام 1947م، ثم أكمل المتوسطة في المسيب، والإعدادية في الحلة، فـ(بغداد)، وتخرج في إعدادية الكرخ الرسمية عام1953م– 1954م، وتقدم بعد ذلك إلى كلية الآداب والعلوم- قسم الاقتصاد، ثم قسم اللغة العربية، ولأسباب طارئة ترك الكلية للالتحاق بالدورة التربوية لإعداد المعلمين في الأعظمية.، وعُين معلمًا في محافظة بابل (لواء الحلة سابقًا) تسع سنوات تنقل فيها بين الإسكندرية والسدة، ثم مدارس الريف في مناطق شتى آخرها (جرف المصفاة) التي تسكنها عشيرة آل جوذر، الذين عاش بين ظهرانيهم ثلاث سنوات، وصفها الدكتور طارق الجنابي بقوله: ((وهي من أجمل سنوات العمر)). ثم انتقل إلى بغداد، ولم يفارقه هاجس إكمال الدراسة، وكاد ينجح في السفر إلى جامعة كاليفورنيا قبل هذا لدراسة الاقتصاد السياسي غير أن ثورة 14 تموز 1958م حالت دون ذلك.
وقد أتاح له انتقاله إلى بغداد أن يلتحق بالكلية الجامعة (الجامعة المستنصرية حاليًّا) في ثاني سنوات إنشائها عام 1964م – 1965م، وكان الأول بين دفعته للسنوات الأربع، وأقبل بعد ذلك على دراسة الماجستير في كلية الآداب جامعة بغداد عام 1969م، ونال درجة الماجستير بتقدير امتياز عن رسالته الموسومة بـ(ابن الحاجب النحوي آثاره ومذهبه)، ثم عمل محاضرًا في كلية أصول الدين، والدورة المسائية بآداب بغداد، وفي معهد التدريب الإذاعي والتلفزيوني بين عامي 1972م - 1976م.
وفي عام 1976م حصل على الدكتوراه من الكلية نفسها، عن أطروحته الموسومة بــ(أبو بكر بن الأنباري اللغوي النحوي وكتابه «المذكر والمؤنث» دراسة وتحقيق). وكان حينها معلمًا في مدارس بغداد (الكرخ)، ثم مدرسًا في الغربية المتوسطة. انتقل بعد ذلك إلى جامعة الموصل مدرسًا ورئيسًا لقسم اللغة العربية، بكلية التربية في أول تأسيسها، وأسهم في النشاط العلمي على مدى سبعة عشر عامًا.
```
في عام 
1992م
 انتقل إلى كلية التربية للبنات بجامعة بغداد، حتى غادرها إلى 
اليمن
 متقاعدًا في نهاية عام 
2000م
، وفي 
صنعاء
 عُين رئيسًا لقسم اللغة العربية والترجمة في كلية اللغات، ثم عميدًا لها في السنة التالية 
2001م
، حتى عودته إلى 
العراق
 في أواخر عام 
2005م
، ثم عاد إلى الخدمة الجامعية منسوبًا إلى كلية التربية بالجامعة المستنصرية، حتى أُحيل على التقاعد في 31 / 12 / 2008م، ومازال محاضرًا في الدراسات العليا ومشرفًا.
```

دُعي محاضرًا في معهد الدراسات الشرقية في (جامعة إرلنغن نورنبيرغ) بـ(ألمانيا)، في عام 1983م، وعام 1986م في زمالة بحثيّة، ودُعي محاضرًا في جامعة مؤتة بـ(الأردن)، عام 1996م، ثم أستاذًا زائرًا في جامعة عدن؛ لافتتاح الدراسات العليا في كلية التربية والتدريس والإشراف، أربع مرات، في كل عام ثلاثة أشهر من 1997م– 2000م.
```
نشر مقالات شتى في الصحف، ولا سيما صحيفة 
جامعة صنعاء
، في هموم العربية، وقضايا الأدب، وما سواها.
شارك في عدد جم من النشاطات العلمية، وفي إلقاء المحاضرات العامة، أو المشاركة في الندوات والمؤتمرات، أو إقامتها. وأشرف على عشرات الرسائل والأطاريح في 
بغداد
 
والكوفة
 
واليمن
.
```

## أخلاقه وصفاته
أمّا أخلاق الدكتور طارق الجنابي، فهي نسيج فذ بين أخلاق العلماء، حددت ملامحها وقسماتها هذه الخلال الطيبة التي اتسم بها، وقد انتزعت هذه الأخلاق ثناء الناس حتى أولئك الذين كانوا يخالفونه في الاتجاه والتفكير، فقد امتلك قدرة علمية قلَّ نظيرها بما وعاه ذهنه من صنوف المعرفة وفنون العلم، وما استقام به لسانه من فصاحة وبلاغة أخذت بقلوب طلابه. لقد منح العربية من وقته وجهده فبادلته حبًّا بحب، يتجلى في محبة طلابه وإقبالهم عليه، لم يضن عليهم بنصحٍ أو مشورة، فكان يجول في قاعات الدرس متمكنًا من ناصية اللغة وفن القول، وقد استكمل مقومات الشخصية العلمية والإنسانية بما اشتملت عليه خلاله من تواضع قل نظيره. كل هذه الأمور جعلت منه رجلًا عظيمًا بين الرجال.
قال الأستاذ الدكتور علي جواد الطاهر رائد النقد الأدبي الحديث، في تلميذه الدكتور طارق الجنابي: ((خلق فاضل، وعلم غزير، وعمل صالح، خطيب لم أرَ له نظيرًا في جامعاتنا، وله طموح مشروع حقق منه الكثير، وكان يمكن أن يحقق منه الأكثر لو كان في ظروف غير ظروفه، وهو جاد إذا هزل الآخرون، أمّا في الدماثة والخلق، ولنقل في المجاملة الصادقة، فهو مبتكر وصاحب قريحة إن جاز التعبير، ولا أحسبه يومًا بخل بعونٍ علمي يحتاج إليه طالبوه، يحترمه كل من التقى به ويحبه. عمل في جامعة الموصل فخدمها خدمة جليلة علمًا ومكتبة وتدريسًا ومؤتمرات وإدارة، فخرج بها من حدود المدينة إلى حدود القطر، ومن حدود القطر إلى حدود الأمة والعالم، ولو كان في تقليد جامعاتنا تقدير البارزين في خدمتها، لأقامت له جامعة الموصل حفلًا توديعيًّا لائقًا وشادت له تذكارًا للوفاء)).
ويقول عنه الدكتور أحمد مطلوب رئيس المجمع العلمي العراقي: ((إنّ الدكتور طارق الجنابي كان يلقب بالمتحمس وكانت جامعة الموصل تعتمد عليه في الاحتفالات والندوات العلمية، فهو صاحب أسلوب وصوت وإلقاء ولغة سليمة))، ويقول عن كتابه: (المذكر والمؤنث لابن الانباري): ((إنّه من أهمّ الكتب في ظاهرة التذكير والتأنيث)).
وكانت بين الدكتور طارق الجنابي والدكتور نعمة العزاوي زمالة منذ الصف الرابع الإعدادي تحولت إلى علاقة مودة واحترام وصداقة مبنية على استحسان جوانب الطرف الآخر العلمية والأخلاقية، وقال عنه: ((إنّه متواضع على جانب كبير من الخلق، ويستطيع أن يلفت أنظار طلابه ويجعلهم قريبين منه؛ لأنّه لا يبخل بجهدٍ أو نصيحة))، ووصفه قائلاً: ((هذا كنيف مُلِئ علمًا)).
وقال عن منهجه في التحقيق: ((كان الدكتور طارق الجنابي محققًا ملتزمًا غاية الالتزام بمنهجية التحقيق، وثمة سبب آخر لتفوقه في عمله هو كثرة اطلاعه على الكتب المحققة، وما كُتبَ عنها من مآخذ، وما اسْتُدرك عليها من أمور، وهذا يتيح له أن يبرئ عمله التحقيقي من كل ما وقع فيه غيره من الهنات والأخطاء)).
وقال عنه الدكتور صاحب أبو جناح: ((ثَبْتٌ تحلى بالأمانة العلمية في التحقيق والدقة في متابعة الأشياء وتأصيلها، مع سعة في الاطّلاع ومتابعة المعلومات التي تتعلق بمجمل كتب التراث)).
وزاد الدكتور علي زوين أستاذ اللغويات الحديثة، قائلاً عن أخلاقه: ((دمث الأخلاق، صبور حليم، حسن المعشر، ودود ينهض لمساعدة الآخرين، مع ما يتمتّع به من أمانة علمية، متواضع في حدود كرامة نفسه، أهمّ ما فيه الوفاء. أمّا علميًّا، فهو محقّق مدقّق عالم جليل ثقة ثبْت في تحقيقه ونقله وتدقيقه لغوي من الطراز الأول، له باع طويل في تحقيق النصوص، ويعد في هذا المجال في مصاف العلماء المحققين، متضلعًا في التحقيق)).
وقال الدكتور فاخر جبر مطر الأستاذ في كلية التربية، بالجامعة المستنصرية، عن منهجه في التحقيق: ((إنّه منهج يتصف بالموضوعية والدقة المتناهية، لم يترك جانبًا في التحقيق إلا وقد وافاه حقه بقدرٍ، والدكتور طارق الجنابي من أعلام المدرسة العراقية في تحقيق كتب التراث العربي)).
وقد تخرج على يديه عدد كبير من أساتذة اللغة العربية في مختلف الجامعات العراقية وعدد من الجامعات العربية، ولا يكاد يخلو قسم من أقسام اللغة العربية من أحد طلبته.

## منهجه في البحث والتأليف
الدكتور طارق الجنابي من أتباع المنهج الوصفي التفسيري الذي يرمي إلى دراسة اللغة في حالة الثبات والسكون، فاللغة تُدرس دراسة علمية وتُفسر، (( فالوصف المقرون بالتفسير أو التحليل مبدأ عام في العلوم كافة، ورغبة طبيعية عند الباحث في معرفة طبيعة بحثه، تدفعه إلى ذلك مهارته، ثم إنَّ الوظيفة الأساسية للعلم هي الوصف والتفسير)). وأظهر الدكتور طارق الجنابي حالة من الالتزام التام بمقولات المنهج الوصفي ودرس آراء القدماء في ضوئها، ويرى أنَّ الاستقراء من أهم مراحل الدراسة الوصفية، وهو الأساس الأوّل لبناء منهج وصفي دقيق؛ لذلك جعله ملازمًا للوصف في الاصطلاح، فذهب إلى أنَّ اللغة يمكن أن تدرس في ضوء((المنهج الوصفي الاستقرائي)).
ويرمي الدكتور طارق الجنابي في جلّ دراساته إلى توظيف مقولات الدرس اللغوي الحديث في إضاءة تراثنا وتفسيره، فهو ينتمي إلى ما يسمى بـ(الاتجاه التأصيلي).، الذي يُزاوج بين القديم والحديث، ويستعين بمناهج النظر اللغوي الحديث في دراسة علوم العربية بغية الكشف عن وجوه الاتفاق بين علماء العربية القدامى وعلماء اللغة المحدثين في المنهج، والتفكير، والتطبيق؛ رغبة في تأصيل التراث اللغوي العربي على وفق نظريات علم اللغة الحديث.
وقد جرى هذا التوجه عنده في مسارين، الأول: التعريف بالتراث وإحيائه وتسهيل الاطلاع عليه، بمعنى تنظيم قراءة مدونة التراث، والثاني: الإفادة من التقدم الذي أحرزه علم اللغة الحديث في إعادة النظر، في التراث وإيجاد تفسيرات علمية للمادة اللغوية.
وصدر الدكتور طارق الجنابي في جانب من دراسته النحوية من فكرة آمن بها دي سوسير، وطبقها في كل أعماله، تتمثل هذه الفكرة في أنّ اللغة ظاهرة اجتماعية، أو هي حقيقة اجتماعية ينبغي أن تخضع لما تخضع له الظواهر اللغوية الأخرى من تحليل علمي. واللغة بهذا المعنى يجب أن تُدرس على أنّها نظام بنيوي ((تتحدد قيمة كلّ عنصر فيه بالإشارة إلى وظيفته، أي إلى علاقته بالعناصر الأُخرى في هذا النظام، لا بالإشارة إلى خواصه اللغوية فيزيائية كانت أو سيكلوجية)).
وكان الجانب الأهم عند الدكتور طارق الجنابي هو تطبيق معطيات الدرس الصوتي الحديث على جانب مهم من الدراسة اللغوية؛ إذ حاول بيان التغيّرات التي تطرأ على بنية الكلمة العربية، مستعينًا بوسيلة صوتية، هي وسيلة التحليل المقطعي، كما سعى إلى إيجاد تفسيرات لأبواب نحوية تقليدية اعتمادًا على مادة الدرس الصوتي الحديث فـالكلام عبارة عن أصوات تسير على وفق نظام معين في كل لغة، ومن خلال هذه الأصوات المنظمة نصل إلى فهم الدلالات والمعاني ((فالصوت والمعنى هما من أبرز خصائص اللغة الإنسانية؛ ولذلك كان تحليل الصوت اللغوي معزولًا ومنظومًا محور التفكير الصوتي عند علماء اللغة قديمًا وحديثًا)).

## آثاره العلمية
توزع النتاج العلمي للدكتور طارق الجنابي في اتجاهين، تمثل الاتجاه الأول في الكتب المحققة والمؤلفة، وكانت له مجموعة من الكتب المحققة، منها: كتاب (المذكر والمؤنث)، لأبي بكر بن الأنباري، وكتاب (ائتلاف النصرة في اختلاف نحاة الكوفة والبصرة)، لعبد اللطيف بن أبي بكر الشرجي الزبيدي، وكتاب (المذكر والمؤنث)، لابن جني، وكتاب (شرح الدروس في النحو)، لابن الدهان، وهو قيد الطبع، و(جواب مسألة سُئل عنها أبو منصور ابن الجواليقي)، و(معجم المساعد)، للأب أنستانس الكرملي، بالاشتراك مع مجموعة من الأساتذة، و(مختصر الزاهر)، بالاشتراك مع الدكتور حاتم الضامن. أمّا الاتجاه الثاني، فتمثل بالبحوث المنشورة في المجلات العراقية:

### أولًا- الكتب المؤلفة والمحققة
1- ابن الحاجب النحوي آثاره ومذهبه :
```
يعد هذا الكتاب أوّل مؤلّف للدكتور طارق الجنابي، وقد نشره في بغداد سنة 
1974م
، وطُبع في مطبعة أسعد، ويبلغ عدد صفحاته 312 صفحة، والكتاب – في أصله – رسالة علمية أُعدت لنيل 
درجة الماجستير
، تقدم بها الدكتور طارق الجنابي إلى كلية الآداب 
جامعة بغداد
.
```

2- أبو بكر بن الأنباري اللغوي النحوي وكتابه (المذكر والمؤنث):
تعد هذه الدراسة جزءًا من رسالة علمية للدكتوراه، تقدم بها الدكتور طارق الجنابي إلى كلية الآداب، جامعة بغداد، عام 1976م، وقد جمع فيها بين الدراسة والتحقيق. 
3-ائتلاف النصرة في اختلاف نحاة الكوفة والبصرة :
صدر هذا الكتاب عن مؤسسة عالم الكتب للطباعة والنشر، بيروت، عام 1987م.
4- تاريخ العربية:
صدر هذا الكتاب عن مؤسسة دار الكتب للطباعة والنشر في بغداد، ألفّه الدكتور طارق الجنابي بالاشتراك مع الدكتور عبد الحسين الفتلي، والدكتور رشيد العبيدي، و(تاريخ العربية) كتاب تعليمي أُلف لطلبة الجامعة في المراحل الأولية.

### ثانيًا- البحوث
1- منهج السهيلي النحوي في أماليه :
```
نُشر هذا البحث في مجلة آداب المستنصرية في عددها الثامن، سنة 
1984م
.
```

2- كتاب (المذكر والمؤنث)، لأبي حاتم السجستاني:
نُشر هذا البحث في مجلة المجمع العلمي العراقي في جزئها الثالث، سنة 1984م.
3- قضايا صوتية في النحو العربي:
```
يتضمن هذا البحث المنشور في مجلة المجمع العلمي العراقي، الجزأين الثاني والثالث، من المجلد الثامن والثلاثين، في 
حزيران
، سنة 
1987م
.
```

4- لهجة الموصل العربية دراسة تأصيليّة:
```
نُشر هذا البحث في مجلة دراسات عربية، في العددين الحادي عشر والثاني عشر، في السنة الخامسة والعشرين، سنة 
1989م
.
```

5- علم النحو والعربية :
```
نُشر هذا البحث في موسوعة الموصل الحضارية، المجلد الثالث، سنة 
1992م
.
```

6- عوارض الاشتقاق دراسة صوتية لغوية:
```
نُشِرَ هذا البحث في مجلة (التربية والعلم)، وهي مجلة علمية تصدرها كلية التربية – 
جامعة الموصل
، في عددها الثاني عشر، سنة 
1993م
.
```

7-أسلوب النداء دراسة لغوية صوتية:
```
نُشِرَ هذا البحث في الكتاب التكريمي للمستشرق الألماني 
فولفديتريش فيشر
، في طبعته الأولى، 
سنة1994م
.
```

8- كتاب (شرح الدروس في النحو)، لابن الدهان (ت569هـ):
```
نشر هذا البحث في الكتاب التكريمي للدكتور 
ناصر الدين الأسد
 (قطوف دانية)، تحرير عبد القادر الرباعي، سنة 
1997م
.
```

9- في الوعي اللغوي:
```
قُدم هذا البحث قي وقائع ندوة اللغة العربية بـ(يوم الضاد)، سنة 
1997م
.
```

10-أبو حاتم السجستاني اللغوي النحوي في ضوء كتابه (المذكر والمؤنث):
```
بحث مخطوط للدكتور طارق الجنابي، ألقي في ندوة كلية التربية للبنات، 
جامعة بغداد
.
```

11- مشكلة الاحتكام إلى الشاهد الشعري في الدرس النحوي: هو بحث مخطوط للدكتور طارق الجنابي، وجه فيه نقده إلى جملة من الشواهد الشعرية التي بُنيت عليها أحكام نحوية، مع ما داخلها من ضعف واضطراب.

## أسلوبه ومنهجه في النقد
كان الدكتور طارق الجنابي واضحًا في أسلوبه، مقتصدًا في عبارته، متأنقًا في ألفاظه، بعيدًا عن الإطناب في شرح الموضوع، وإنما كانت عباراته واضحة تتسم بالدقة. وأظهر أسلوب الدكتور طارق الجنابي حالة من الالتزام التام والتقيد بالصياغات الفصيحة مع تلافي الأخطاء النحوية والصرفية ينم عن إلمام واسع باللغة وتراكيبها. أمّا طريقته في نقد القدماء، فكان قوامها الاحترام، والتقدير للجهود العظيمة التي قدموها للعربية، فكان إذا ما رفض رأيًا أو منهجًا، رفضه بهدوء العالم وكياسته من غير علو أو شطط أو تجريح أو تطاول. ولم يكن أسلوب الدكتور طارق الجنابي في نقد القدماء قائمًا على أساس النقد السلبي لإبراز المعايب من غير تشخيص للداء، وإنما النقد البناء القائم على التصحيح وذكر مواطن الخطإ ومحاولة تصويبه مع الاعتراف بفضل القدماء في خدمة هذا التراث العظيم.
```
ومن مزايا الدكتور طارق الجنابي في التأليف، تجنبه النقل بالوساطة، وإنما يأخذ المادة من مظانها الأولى سواء أكان مطبوعًا أم مخطوطًا، مشيرًا إلى المصادر التي يقتبس منها نصوصه، تحليًّا منه بالأمانة العلمية، وإعطاء كل ذي حق حقه. وزاوجَ الدكتور طارق الجنابي في أغلب دراساته بين آراء علمائنا المتقدمين، ومقولات الدرس الحديث. واتسم نتاجه العلمي بالتنوع، فقد خاض في ميادين متفرقة تستغرق جميع مستويات اللغة الصوتية والصرفية والنحوية والدلالية، وكان الجانب المهم فيها هو تطبيق معطيات الدرس الصوتي الحديث على النحو العربي.
```

## وصلات خارجية
- شخصيات عراقية من الحلة